# Pytacka
Pytacka – staropolski zwyczaj zapraszania gości na uroczystość wesela. Ceremonia przybierała różne nazwy i formy w zależności od regionu. Nazwa pytacka (od pytania), inaczej prosacka, (od proszenia) rozpowszechniona była szczególnie na Ziemi Sądeckiej. Na Podlasiu używało się nazwę ukłony, natomiast na Ziemi Krakowskiej, zapytuśki.

## Przebieg obrzędu
W wielu regionach na uroczystość weselną zapraszali drużbowie, wyznaczeni przez narzeczonych lub rodzinę przyszłej młodej pary. Obchodzili lub objeżdżali konno poszczególne domostwa i śpiewem, bądź z góry ustaloną oracją zapraszali na wesele.

Fragment oracji wygłoszonej przez pana Czesława Ciągło z Podegrodzia, ur. w 1929 roku:
Niech będzie pochwalony Jezus Chrystus 
Przychodzemy do was z prośbą
Niesemy ukłony od rodziców i młodych
Scośliwo dla nas ta chwila
Co my przyśli do domu wasego
Chcieli my będzie sprawić a niedługo zbawić
Prosi pan ojciec, pani matka, pan młody i pani młoda
Prosomy ućciwie wszysko co zyje
Od druzbika na konika, od druzecki na wstązecki
Nic tam nie będzie robiła ino jadła, piła
I druzbików w za rącke wodziła
Zdarzało się również, że przyszli małżonkowie osobiście odwiedzali znajomych i krewnych, przekazując dobrą nowinę wraz z zaproszeniem na ceremonię.
Przyjęte było ponawianie, a także trzykrotne powtarzanie zapowiedzi. Ostateczne zaproszenie następowało w przeddzień ślubu, a nawet rankiem w dniu uroczystości.

## Pytace (tradycja góralska)
Według tradycji podhalańskiej, narzeczonym nie wolno było odwiedzać gości przed uroczystością ślubną. Dlatego para młoda na kilka dni przed ślubem wybierała pytacy, czyli osoby, które miały za zadanie zaprosić gości na ślub oraz wesele. Pytace udawali się do poszczególnych osób ze strony Panny Młodej oraz Pana Młodego najczęściej konno. Zaproszenie przybierało formę śpiewaną.
Zwyczaj przypominany jest dzisiaj podczas Konkursu na Śpiew Pytacki, odbywający się w ramach Międzynarodowego Festiwalu Folkloru Ziem Górskich w Zakopanem. Ostatnia edycja miała miejsce 18 sierpnia 2017 roku.